# Belaganehalli, Mulbagal
Belaganehalli là một làng thuộc tehsil Mulbagal, huyện Kolar, bang Karnataka, Ấn Độ.